# フランペット
フランペット（Flumpet）は、トランペットとフリューゲルホルンの構造と音色を併せ持つハイブリッド型金管楽器である。フランペットはデイヴィッド・モネットによってアート・ファーマーのために考案され、現在Monetteによって生産中である。フランペットはB♭管である。

## 設計
フランペットは1989年に設計され、トランペットとフリューゲルホルンの両方の3本ピストンバルブ設計を借用し、トランペットと同じ楽器長を共有している。フランペットの末端の曲面は羊飼いの杖と似ている。マウスピースはわずかに先細になっている円錐形で、極端に先細でボウル型を作るトランペットのマウスピースとは異なる。フランペットの音はフリューゲルホルンよりも厚く、豊かで、トランペットよりも甘く、丸いと形容される。その創作の間、金属細工師のデイヴィッド・モネットはその有用性を究極的には保つが、設計の障壁を壊す楽器を作り出したいと思った。
フランペットは「暖かさと鋭いアタックの両方の能力を持ち」、フリューゲルホルンによって生み出されるより柔らかな音を生かしすが、トランペットのより親しみのあるより固い音色を生み出すこともできる、評されてきている。音色は「フリューゲルホルンの特徴を持つが、不安定さからは程遠いと評されてきた。フランペットはコルネットの応答性を持つが、音の質はより広く、より深い。

## 著名なフランペット奏者
- アート・ファーマー
- チャールズ・シュルーター

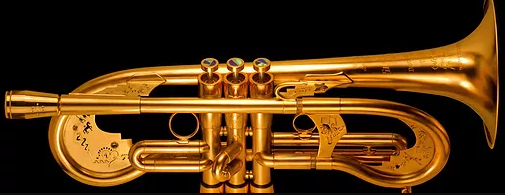
アート・ファーマーの装飾されたフランペット

- スコッティ・バーンハート（英語版）[7]
- ビンス・ジョーンズ（英語版）[8]
- 三宅純

## 大衆文化
アート・ファーマーとジ・アート・ファーマー・セプテットの作品で人気を得たフランペットの音色は、ファーマーの録音「Sillk Road」で聴くことができる。
ボストン交響楽団による1997年の公演で、チャールズ・シュルーターはマーラーの交響曲第3番の郵便ラッパ独奏の代わりにフランペットを演奏した。
ファーマーはハイドンのトランペット協奏曲でもフランペットを使用した。
映画音楽作曲家、音楽家のマーク・アイシャムは1997年の映画『アフターグロウ』のためのサウンドトラックでフランペットを演奏した。